# Setto interatriale
Il setto interatriale è una lamina di forma irregolarmente quadrata che separa i due atri del cuore, costituendo la parete più interna, sia dell'atrio destro che del sinistro.
Se consideriamo il cuore in situ, l'orientamento è tale che, delle due facce, una guarda a destra e in avanti, l'altra a sinistra e indietro. Osservando l'organo dall'esterno il setto interatriale corrisponde al solco verticale e leggermente curvilineo, che viene chiamato solco interatriale. 
Lo spessore del setto è molto variabile a seconda del punto che si esamina, comunque in genere si considera nella norma uno spessore che va da 1 a 4 mm : il punto più sottile si trova a livello della fossa ovale dove la parete, molto leggera e trasparente, è prevalentemente formata dalle due membrane endoteliali (endocardio) che tappezzano gli atri; lo spessore massimo si riscontra nell'anello muscolare che circoscrive la fossa ovale, conosciuto anche come anello di Vieussens.
Nella parte anteriore e superiore della faccia sinistra si può intravedere una piccola piega, nota anche come valvola interauricolare di Parchappe, questa piega parteciperà alla chiusura del forame di Botallo.

## Malattie correlate
- Aneurisma del setto interatriale
- DIA - Difetto interatriale
- FOP - Forame ovale pervio